# Leonard Pietraszak
Leonard Józef Pietraszak (ur. 6 listopada 1936 w Bydgoszczy, zm. 1 lutego 2023 w Michałowie-Grabinie) – polski aktor teatralny, filmowy i telewizyjny.

## Życiorys
Urodził się w rodzinie Aleksandra (1902–1988), powstańca wielkopolskiego, żołnierza Korpusu Ochrony Pogranicza, i Janiny z Dmowskich (1909–1953). Dzieciństwo spędził w Bydgoszczy, gdzie zamieszkiwał w domu przy ul. Gdańskiej 95, a po 1945 roku przy ul. Grunwaldzkiej 38. Gdy mieszkał pod tamtym adresem poznał go, mieszkający niedaleko kamienicy Edward Rinke. Ponieważ młody Leonard chciał pójść w ślady brata, który boksował w Stanach Zjednoczonych, rozpoczął treningi pod okiem trenera Rinkego. Przygoda z boksem nie trwała długo. Po przegraniu walki w Solcu Kujawskim ojciec zakazał mu boksować.

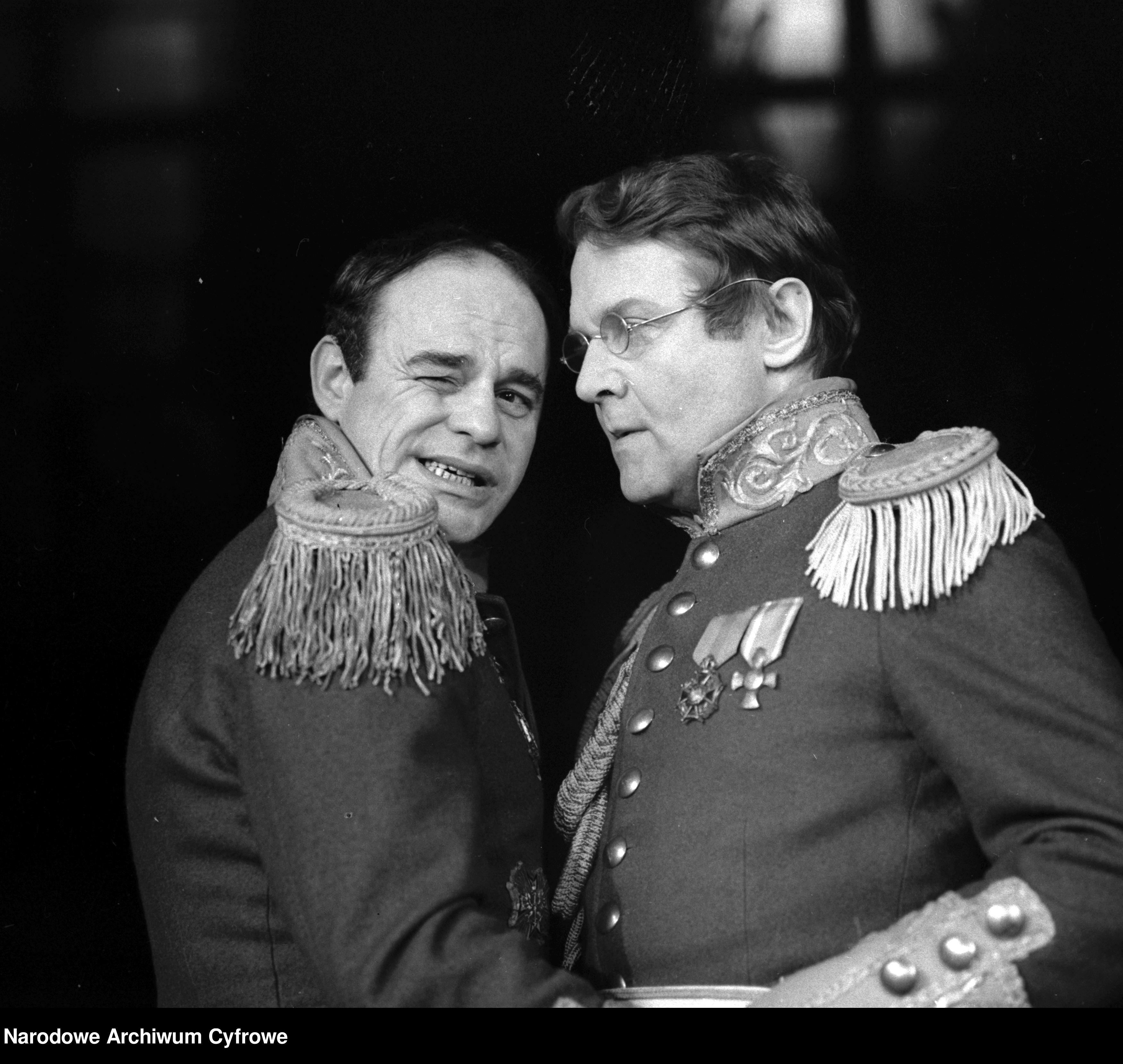
Roman Wilhelmi i Leonard Pietraszak. Warszawa. Teatr Ateneum – sztuka „Tryptyk listopadowy” (1978)

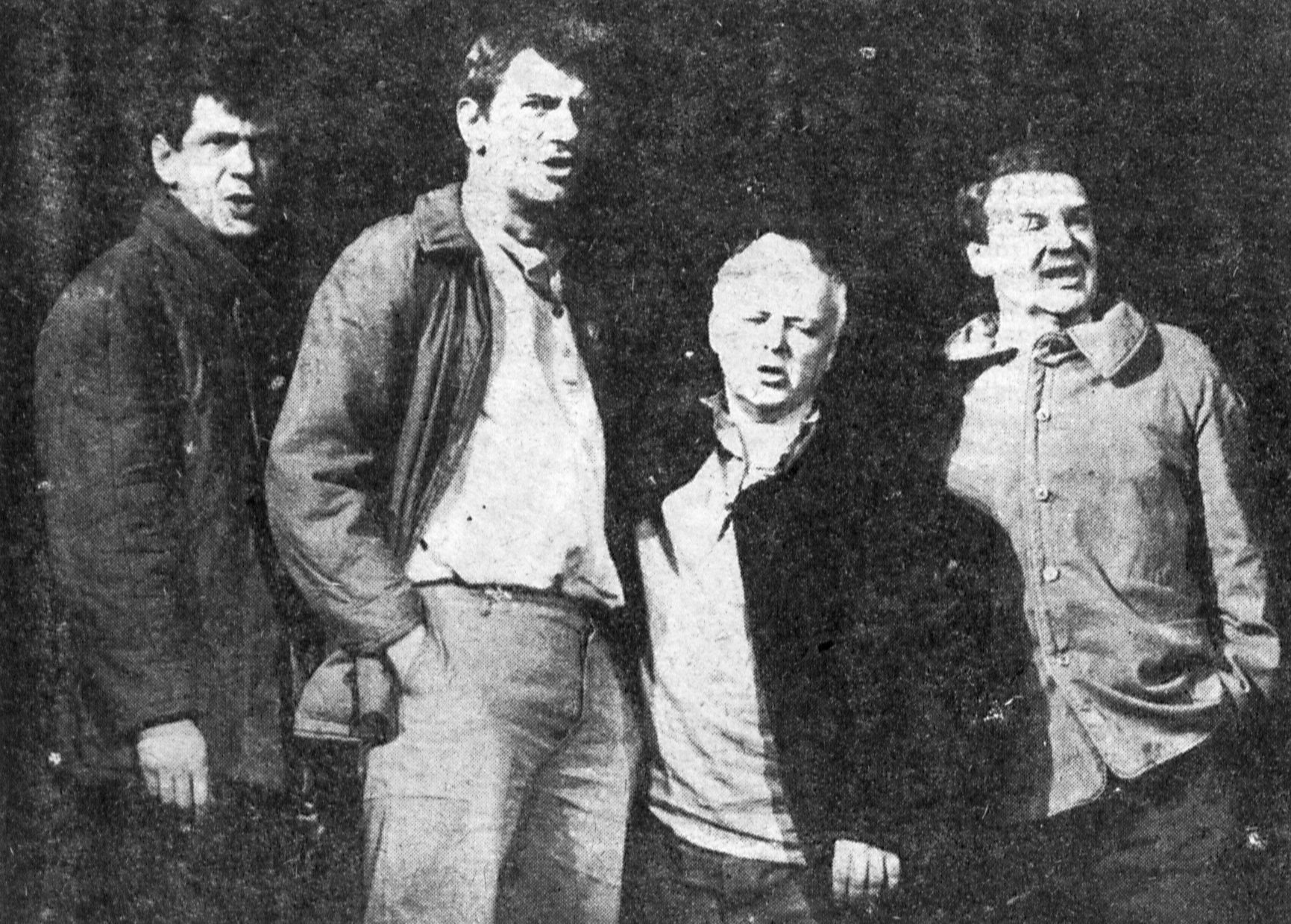
Występ aktorów Teatru Ateneum z Warszawy ze spektaklem „Wysocki” na XII Przeglądzie Piosenki Aktorskiej we Wrocławiu (1991); od prawej: Leonard Pietraszak, Marian Opania, Wiktor Zborowski, Marcin Sosnowski

Absolwent miejscowego III Liceum Ogólnokształcącego im. Adama Mickiewicza (1954). Po zakończeniu liceum był instruktorem ds. prenumeraty prasy zakładowej w bydgoskim Ruchu. 19 czerwca 1959 roku zadebiutował jako aktor w teatrze, a rok później ukończył studia na Wydziale Aktorskim PWSTiF w Łodzi. W latach 1960–1962 był aktorem Teatrów Dramatycznych w Poznaniu, a od 1962 do 1965 roku aktorem Teatru Polskiego w Poznaniu. Następnie występował w teatrach warszawskich: w latach 1965–1971 w Teatrze Klasycznym, od sezonu 1971 do 1976 w Teatrze Komedii, a w latach 1977–2008 w Teatrze Ateneum im. Stefana Jaracza.
Popularność przyniosły mu role w serialach telewizyjnych: wystąpił jako Krzysztof Dowgird w serialu Czarne chmury, jako doktor Karol Stelmach, przyjaciel głównego bohatera – inż. Stefana Karwowskiego w 40-latku oraz płk. Wareda w Karierze Nikodema Dyzmy. W latach 80. wystąpił w roli Kramera w dwóch częściach popularnych komedii Vabank i Vabank II.
W 2002 roku, podczas VII Festiwalu Gwiazd w Międzyzdrojach, odcisnął dłoń na Promenadzie Gwiazd. 
Kolekcjonował obrazy z okresu Młodej Polski. Swoją kolekcję przekazał w 2021 roku bydgoskiemu Muzeum Okręgowemu.
Był mężem aktorki Wandy Majerówny. Z pierwszego małżeństwa z Hanną, miał syna Mikołaja.

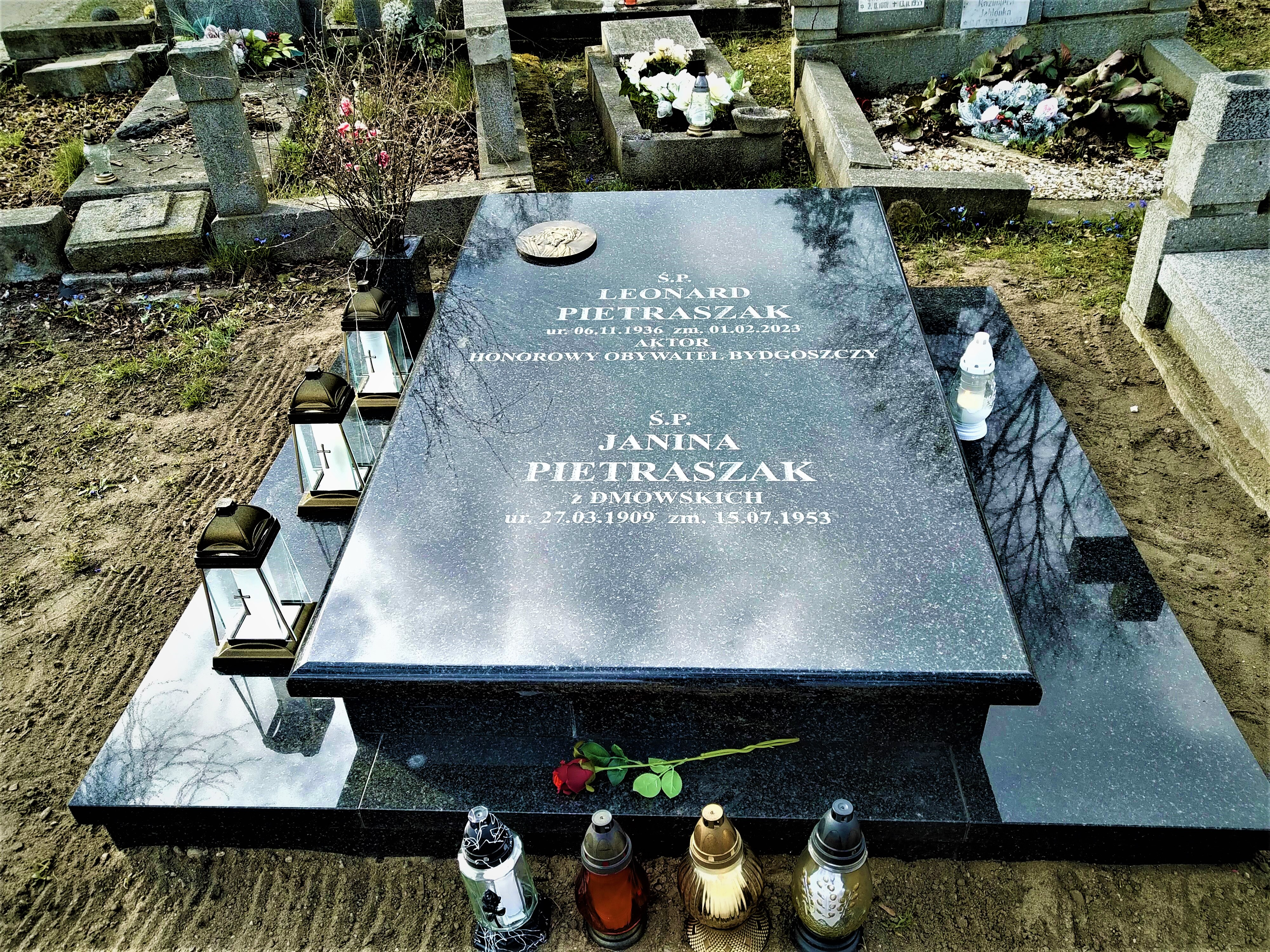
Nagrobek aktora Leonarda Pietraszaka i jego matki Janiny na cmentarzu Starofarnym w Bydgoszczy

4 lutego 2023 roku aktora pożegnano w Warszawie podczas mszy świętej w Kościele Środowisk Twórczych przy placu Teatralnym. 7 lutego 2023 roku został pochowany w grobie swojej matki na cmentarzu Starofarnym w Bydgoszczy.

## Filmografia
- Cafe pod Minogą (1959) – powstaniec
- Czerwone berety (1962) – porucznik Faleński
- Stawka większa niż życie (serial telewizyjny) (1968) – Hubert Ormel (odc. 11. Hasło)
- Jak rozpętałem drugą wojnę światową (1969) – lotnik w stalagu (cz. 1. Ucieczka)
- Perła w koronie (1971) – policjant Kopyrniok
- Bułeczka (1973) – weterynarz Mikołaj
- Czarne chmury (serial telewizyjny) (1973) – pułkownik Krzysztof Dowgird
- Gniazdo (1974) – Zygfryd, rycerz Hodona
- Linia (1974) – redaktor Stefan Walicki
- Czterdziestolatek (serial telewizyjny) (1974–1977) – doktor Karol Stelmach, przyjaciel inż. Stefana Karwowskiego
- W te dni przedwiosenne (1975) – pułkownik Wacław Kaszyba
- Znikąd donikąd (1975) – „Fabian”
- Daleko od szosy (serial telewizyjny) (1976) – nauczyciel rysunku technicznego w Technikum dla Pracujących
- Motylem jestem, czyli romans 40-latka (1976) – doktor Karol Stelmach, przyjaciel inż. Stefana Karwowskiego
- Wielki układ (1976) – Marek Kołodziejski
- Do krwi ostatniej... (1978) – kapitan Wicherski
- Rodzina Połanieckich (1978) – malarz Świrski
- Życie na gorąco (serial telewizyjny) (1978) – Andreas Lossis, pomocnik redaktora Maja z greckiej opozycji (odc. 2. Saloniki)
- Do krwi ostatniej (serial) (1979) – kapitan Wicherski
- Ród Gąsieniców (1979) – malarzOdcisk gwiazdy w Alei Gwiazd w Międzyzdrojach

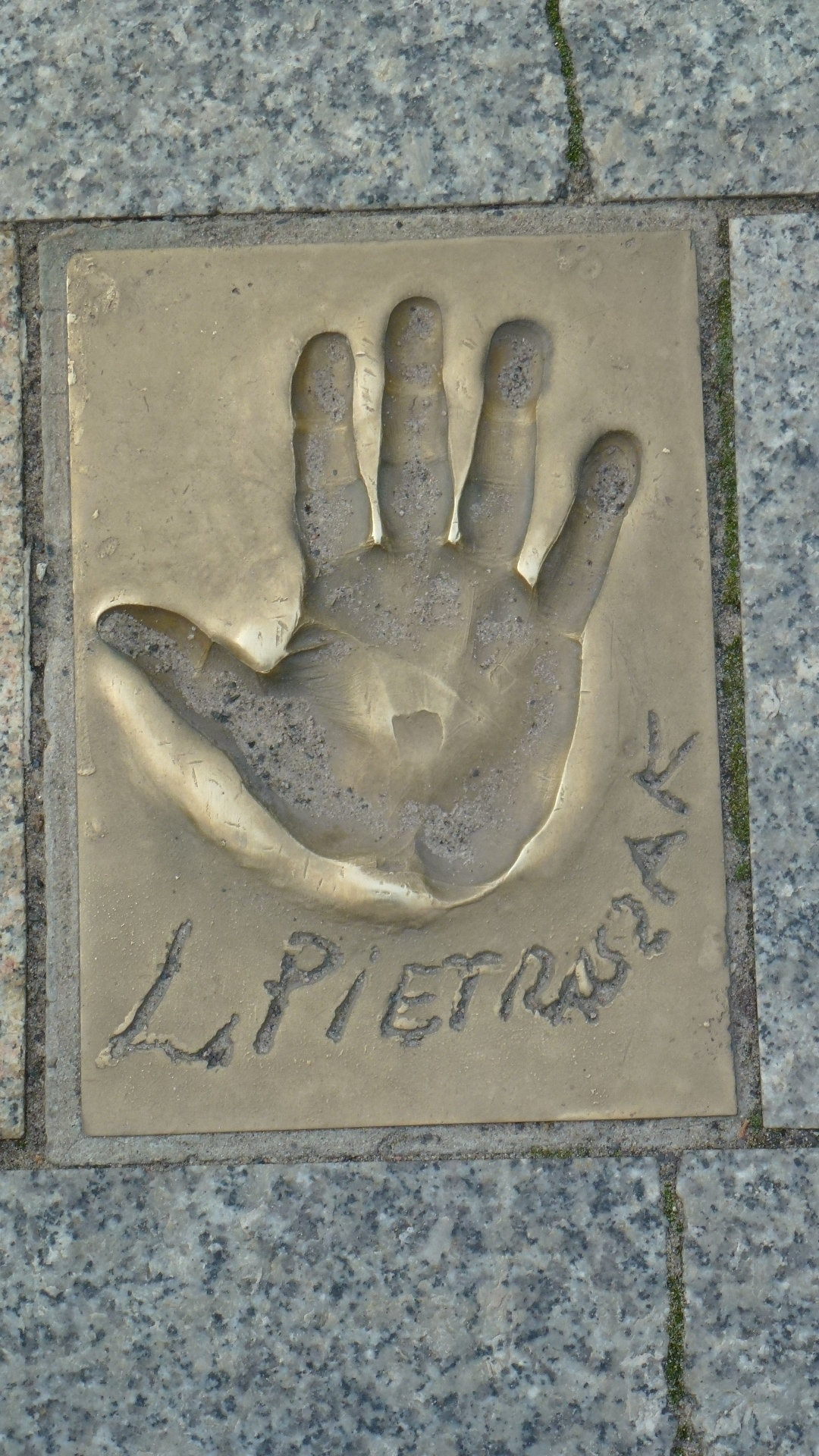
Odcisk gwiazdy w Alei Gwiazd w Międzyzdrojach

- Kariera Nikodema Dyzmy (serial telewizyjny) (1980) – pułkownik Wacław Wareda, przyjaciel Nikodema Dyzmy
- Królowa Bona (serial telewizyjny) (1980) – Piotr Kmita, marszałek wielki koronny
- Vabank (1981) – Gustaw Kramer, przeciwnik Henryka Kwinto
- Danton (1982) – Lazare Nicolas Marguerite Carnot
- Epitafium dla Barbary Radziwiłłówny (1982) – Piotr Kmita, marszałek wielki koronny
- Vabank II, czyli riposta (1984) – Gustaw Kramer
- Kronika wypadków miłosnych (1985) – Nałęcz, ojciec Aliny
- Menedżer (1985) – Joachim Mackiewicz
- ESD (1986) – doktor Kowalik
- Kingsajz (1987) – Kramerko
- Trójkąt bermudzki (1987) – Henryk
- Czterdziestolatek. 20 lat później (serial telewizyjny) (1993) – doktor Karol Stelmach, przyjaciel inż. Stefana Karwowskiego
- Do widzenia wczoraj. Dwie krótkie komedie o zmianie systemu (1993) – Jan (cz. 1. Skok)
- Straszny sen Dzidziusia Górkiewicza (1993) – radny Jaskółko
- Siedlisko (serial telewizyjny) (1998) – Krzysztof Kalinowski, mąż Marianny
- Złoto dezerterów (1998) – rotmistrz „Leliwa”
- 39 i pół (serial telewizyjny) (2008–2009) – Warcisław Sobański, ojciec Anny Jankowskiej
- Listy do M. (2011) – Florian, ojciec Wladiego
- Dzień kobiet (2012) – mecenas Gawlik

### Polski dubbing
- Wedle wyroków twoich... (1983) – Hauptmann Kurt Kleinschmidt, komendant miasta (rola Guntera Lamprechta)
- V.I.P. (1991) – Jerzy Malecki (rola Paula Barge)

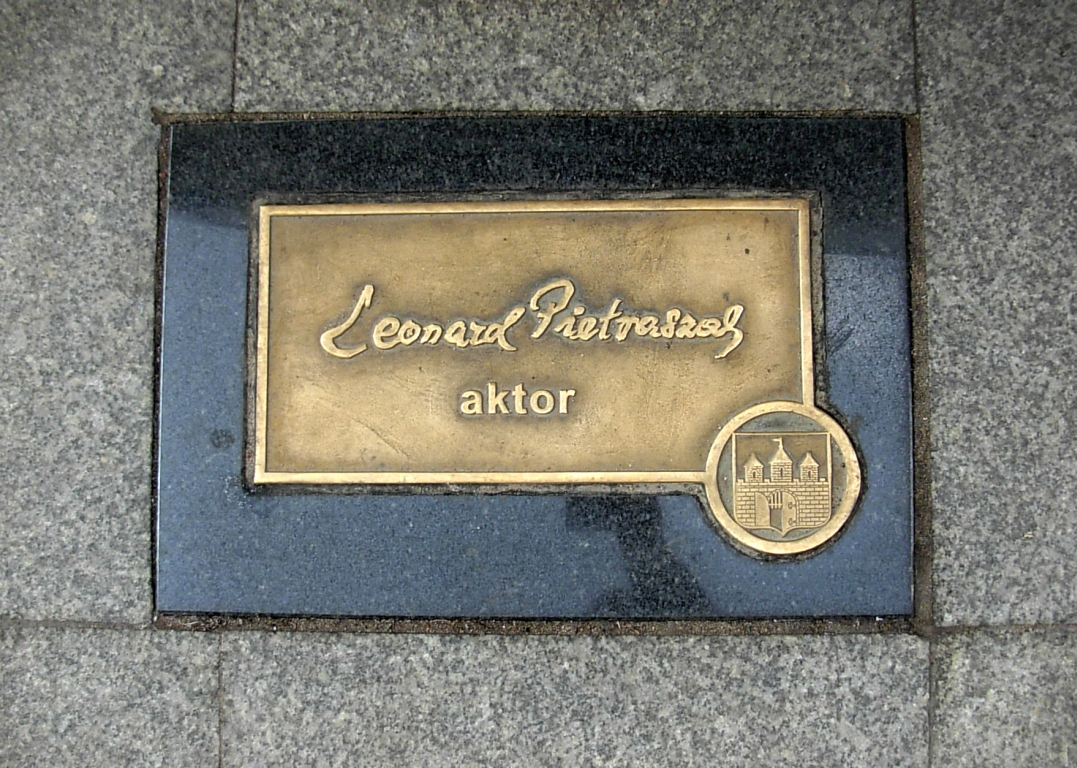
Autograf artysty w Bydgoskiej Alei Autografów

## Spektakle Teatru Telewizji
- Oberża Pod Śpiewającym Klaunem (1963)
- Kordian i cham (1964) – Feluś Czartkowski
- Dziecinni kochankowie (1965) – Cudzoziemiec
- Maria Stuart (1965) – Rizzio
- Dom kobiet (1966) – Głos
- Pocztówki z Buenos Aires (1966) – Robert
- Pożegnanie z Marią (1966) – Żandarm
- Stawka większa niż życie (1966) – Stefan Welmarz
- Karykatury (1967) – Antoni Relski
- Sztorm (1967) – robotnik, członek Komitetu Wykonawczego
- Tak jest jak się państwu zdaje (1967) – Pan
- Nie jesteśmy aniołami (1968) – Jerzy
- Rocznica (1968) – Bowers
- Głos mordercy (1969) – Peter
- Gniewko, syn rybaka (1969) – Reuss von Plauen (odc. 5. Ta wieś nazywa się Płowce)
- Milczenie (1969) – Oficer
- Niespodzianka (1969) – Jasiek
- Ucieczka (1969) – Porucznik Białysz
- Wicek i Wacek (1969)
- Dziewczęta z Nowolipek (1970) (cz. 3–4)
- Szal (1970) – Shaw (cz. 1)
- Umarłem, aby żyć (1970) – Wróbel (cz. 1)
- W imieniu prawa (1970) – Inżynier Berski
- Księżyc świeci nieszczęśliwym (1971) – Harder
- Mgła (1971)
- 14 maja - o północy (1972) – Franco Tombari
- Chcę wyjść za mąż (1972) – Oskarżony
- Umarłem, aby żyć (1972) – Wróbel (cz. 2)
- Spotkanie (1976) – Piotr
- Sobota wieczorem - niedziela rano (1978) – Porucznik
- To samo (1978) – Stefan Górski
- Barbara Radziwiłłówna (1980) – Zygmunt II August
- Supeł (1980) – Mąż
- Wielki Fryderyk (1981) – Fryderyk Wilhelm - następca tronu
- Święty eksperyment (1983) – Andre Cornelis
- Skandal z Zapolską (1984)
- Sposób na życie (1984) – Doktor Woliński
- Potrójny nelson (1985) – Hallet
- Strach i nędza III Rzeszy (1985)
- Napoleon V.S.O.P. (1988) – Gourgaud
- Dwaj panowie B. czyli jej pierwszy kochanek (1989) – Reżyser
- Jacobowsky i pułkownik (1989) – Pułkownik Tadeusz Szczerbiński
- Polka prosto z kraju (1989) – Kapitan Malinowski
- Człowiek z budki suflera (1990) – Dyrektor teatru
- Wielka księżna i chłopiec hotelowy (1990) – Baron
- Znajomek z Fiesole (1990) – Derka
- Firma (1991) – Hugo Brandt
- Cieszmy się życiem (1992) – Pan Kirby
- Upiór w kuchni (1993) – Mike Speely

## Ordery i odznaczenia
- Krzyż Oficerski Orderu Odrodzenia Polski (2000)[12]
- Złoty Medal „Zasłużony Kulturze Gloria Artis” (2010)[13]
- Odznaka „Zasłużony Działacz Kultury” (1988)[14]

## Nagrody i wyróżnienia
- Nagroda w plebiscycie „Expressu Poznańskiego” na najpopularniejszego aktora (1964)[14]
- Nagroda Przewodniczącego Komitetu do Spraw Radia i Telewizji za całokształt twórczości telewizyjnej (1979)[14]
- III miejsce w plebiscycie publiczności na najlepszego aktora XXXIV Rzeszowskich Spotkań Teatralnych (1995)[14]
- Bydgoski Autograf za zasługi w budowaniu dobrego imienia Bydgoszczy w kraju, Europie i na świecie (2012)[14]
- Medal im. Jerzego Sulimy-Kamińskiego za wybitne zasługi dla kultury regionu Pomorza i Kujaw (2016)[15]
- Honorowy Obywatel Bydgoszczy (2018)[6]
- Honorowy Członek Towarzystwa Miłośników Miasta Bydgoszczy
- Nagroda Filmowa Marszałka Województwa Kujawsko-Pomorskiego im. Poli Negri (pośmiertnie, 2024)[16]